# Anne Truitt
Anne Truitt (16 mars 1921 - 23 décembre 2004), née Anne Dean, est une artiste américaine de la seconde moitié du XXe siècle.
Épouse du journaliste James Truitt (en) (de 1948 à 1969), elle est devenue une artiste à temps plein dans les années 1950. Soutenue par le critique d'art Clement Greenberg dans sa jeunesse, son œuvre porte sur un ensemble de variables très limité tout au long d'une carrière longue d'un demi-siècle. Elle a élaboré son œuvre la plus marquante au début des années 1960, anticipant à bien des égards la démarche de minimalistes comme Donald Judd et Ellsworth Kelly. Elle peut être distinguée du minimalisme, par d'autres aspects. Avec Judy Chicago et Tina Matkovic, elle est l'une des trois femmes ayant participé à Primary Structures (en), la première grande exposition consacrée au minimalisme (1966).

## Collections publiques et privées
- Arizona
  - University of Arizona Museum of Art, Tucson : Summer Treat, 1968.
- District of Columbia
  - Corcoran Gallery of Art, Washington : Flower, 1969, Insurrection, 1962.
  - Hirshhorn Museum and Sculpture Garden, Washington : 13 October 1973, 1973, Night Naiad, 1977.
  - National Gallery of Art, Washington : Mid-Day, 1972, Spume, 1972.
  - National Museum of Women in the Arts, Washington :Summer Dryad, 1971.
  - Smithsonian American Art Museum, Washington : 17th Summer, 1974, Keep, 1962,
- Maryland
  - Musée d'Art de Baltimore, Baltimore : Ship-Lap, 1962, Watauga, 1962, Whale's Eye, 1969, Three, 1962, A Wall for Apricots, 1968, Meadow Child, 1969, Odeskalki, 1963/82, Parva IV, 1974, Lea, 1962, Carson, 1963.
  - Academy Art Museum, Easton: Moon Lily, 1988, Summer 88 No. 25, 1988, Hesperides, 1989, Summer 96 No. 26, 1996.
- Michigan
  - University of Michigan Museum of Art (en), Ann Arbor : Sandcastle, 1984.
- Minnesota
  - Walker Art Center, Minneapolis: Australian Spring, 1972.
- Missouri
  - St. Louis Art Museum, St. Louis: Morning Choice, 1968.
  - Mildred Lane Kemper Art Museum (en), St. Louis: Prima, 1978[3].
- Nebraska
  - Sheldon Museum of Art, University of Nebraska, Lincoln, : Still, 1999.
- New York
  - Galerie d'art Albright-Knox, Buffalo: Sentinel, 1978.
  - Michael C. Rockefeller Arts Center, New York : Carolina Noon.
  - Museum of Modern Art, New York, Catawba, 1962, Twining Court I, 2001, Untitled, 1962.
  - Whitney Museum of American Art, New York: Desert Reach, 1971.
- Caroline du Nord
  - Mint Museum (en), Charlotte: Night Wing, 1972–78.
- Virginia
  - Federal Reserve Bank of Richmond (en), Richmond, Signal, 1978.
- Wisconsin
  - Milwaukee Art Museum, Milwaukee: Summer Sentinel, 1963–72.